# Cheryl Bernard
Cheryl Bernard (ur. 30 czerwca 1966 w Grande Prairie, znana także pod nazwiskiem Kullman) – kanadyjska curlerka, srebrna medalistka Zimowych Igrzysk Olimpijskich 2010. Czterokrotnie występowała na Tournament of Hearts. Zakończyła karierę sportową w 2014, była zawodniczką Calgary Winter Club.

## Wczesna kariera
Bernard zaczęła grać w curling w wieku 8 lat. W 1988 dotarła do finału mistrzostw prowincji. Turniej ten wygrała po raz pierwszy w 1992, na Scott Tournament of Hearts 1992 uplasowała się na 9. pozycji. Po trzech latach Bernard dotarła do finału mistrzostw Alberty, który przegrała. Rok później ze zmienionym składem wygrała prowincjonalne eliminacje. W SToH 1996 z bilansem 7 wygranych i 4 porażek awansowała do meczu 1-2 w fazie Page playoff, mecz przeciwko Ontario (Marilyn Bodogh) wygrała wynikiem 12:7, zdobywając w 9. endzie 3 kamienie. W finale Bernard przyszło ponownie zmierzyć się z Ontario, przeciwniczka zrewanżowała się za przegraną w półfinale, pokonując Albertę 6:5.

## Lata 1997–2006
Na kolejną możliwość reprezentowania rodzinnej prowincji Bernard musiała czekać 11 lat. Mimo to, w tym czasie odnosiła sukcesy. Począwszy od sezonu 1997–1998 zespół Bernard był wysoko klasyfikowany w Canadian Women’s Curling Tour. W 2000 przegrała z Heather Nedohin finał Alberty. 4 lata później było to 4. miejsce. W następnym sezonie po zmianie zawodniczek z dwóch pierwszych pozycji wygrała Canadian Women’s Curling Tour, a w sezonie 2005/2006 zajęła 3. miejsce w World Curling Tour, dochodząc do finału rozgrywanego po raz pierwszy jako Players’ Championships.

## 2006−2010
W 2007 wygrała rywalizację na stopniu prowincji, po Round Robin Scotties Tournament of Hearts 2007 wraz z Ontario i Wyspą Księcia Edwarda Alberta zajmowała 4. lokatę. Drużyna Bernard w pierwszym tie-breaku zmierzyła się z Ontario, pokonując je wysoko 13:6, w drugim meczu dogrywkowym Bernard uległa PEI 4:5.
W 2008 zespół Bernard przegrał w półfinale rozgrywek prowincjonalnych. W kolejnym występie zapewnił sobie wyjazd na Scotties Tournament of Hearts 2009. Alberta w turnieju rozgrywanym w Victorii zajęła 7. miejsce.
Dzięki dobrej grze i wysokiej pozycji w dwuletnim CTRS za sezony 2007/2008 i 2008/2009 zespół Bernard automatycznie zakwalifikował się do turnieju finałowego Canadian Olympic Curling Trials 2009. Round Robin zakończyła na 1. miejscu, przegrywając tylko jeden mecz, dało to jej awans do finału. W ostatnim meczu zmierzyła się z Shannon Kleibrink. Spotkanie było bardzo wyrównane, w ostatnim endzie przy remisie to Bernard miała ostatni kamień, by zdobyć jeden punkt i wygrać, musiała ustawić swój kamień w eight-foot, przy czym miała czysty wjazd do domu. Kamień wypuszczony był zbyt mocno, jednak szczęśliwie dla Bernard zatrzymał się pod koniec ośmiostopowej strefy. Cheryl Bernard zapewniła sobie występ na Zimowych Igrzyskach Olimpijskich 2010, gdzie była gospodarzem, wynikiem 7:6.

### Zimowe Igrzyska Olimpijskie 2010
Kanadyjki wygrały fazę grupową Zimowych Igrzysk Olimpijskich 2010 i w półfinale spotkały się ze Szwajcarkami (Mirjam Ott), zespół Bernrard awansował do finału po zwycięstwie 6:5. W finale Cheryl Bernard grała przeciwko obrończyniom tytułu mistrzowskiego z Turynu (Anette Norberg), które w 10. endzie doprowadziły do dogrywki. W dodatkowej partii od początku najbliżej guzika ustawiony był kamień Bernard, do którego Cathrine Lindahl dostawiła plaster. Sytuacja w domu nie zmieniła się aż do drugiego zagrania szwedzkiej kapitan, kiedy to wybiła kamień kanadyjski jednocześnie pozostawiając dwa swoje. W ostatnim zagraniu Bernard musiała zagrać podwójne wybicie, trafiła jednak pierwszy kamień zbyt centralnie, Szwedki przejęły enda i wygrały 7:6, Kanadyjki zdobyły srebrne medale.

## Po igrzyskach
Pomimo zdobycia medalu olimpijskiego zespół borykał się z problemami znalezienia sponsorów by móc aktywnie uczestniczyć w rozgrywkach World Curling Tour 2010/2011. Drużyna startowała w Alberta Scotties Tournament of Hearts 2011, zajęła tam 3. miejsce przegrywając półfinał przeciwko Heather Nedohin.
8 lutego 2011 podano informację, że po sezonie 2010/2011 zespół rozpadnie się. Ostatnim wspólnym turniejem był wielkoszlemowy Players’ Championship rozgrywany w rodzinnym mieście Bernard. Doszła tam do ćwierćfinałów. Z zespołu odeszły Carolyn Darbyshire i Cori Morris, które postanowiły utworzyć własne drużyny. Darbyshire zaznaczyła jednak, że kiedy będzie to potrzebne może grać jako rezerwowa w zespole Bernard. O’Connor pozostała z Cheryl, a dołączyły do nich Lori Olson-Johns i Jennifer Seidler.
17 czerwca 2014 Cheryl Bernard zakończyła swoją karierę sportową.

## Wielki Szlem
| Turniej                | 2006/2007 | 2007/2008 | 2008/2009 | 2009/2010 | 2010/2011 | 2011/2012 | 2012/2013 | 2013/2014 |
| ---------------------- | --------- | --------- | --------- | --------- | --------- | --------- | --------- | --------- |
| Autumn Gold            | SF        | x         | F         | QF        | QF        | QF        | QF        | x         |
| Manitoba Lotteries     | x         | SF        | QF        | QF        | x         | SF        | QF        | A         |
| Wayden Transportation  | QF        | x         | SF        | —         | —         | —         | —         | —         |
| Sobeys Slam            | —         | x         | x         | —         | A         | —         | —         | —         |
| Colonial Square        | ?*        | ?*        | A*        | ?*        | A*        | A*        | x         | A         |
| Masters                | ?*        | ?*        | ?*        | ?*        | ?*        | x*        | A         | A         |
| Players’ Championships | SF        | SF        | SF        | W         | QF        | A         | A         | A         |

| —  | = turniej nie odbył się                                  |
| A  | = nie uczestniczyła                                      |
| x  | = nie zakwalifikowała się do fazy finałowej              |
| QF | = ćwierćfinał                                            |
| SF | = półfinał                                               |
| F  | = finał                                                  |
| W  | = zwycięstwo                                             |
| *  | = turniej niezaliczany wówczas do cyklu Wielkiego Szlema |

## Drużyna
|           | Czwarta        | Trzecia        | Druga              | Otwierająca      |
| --------- | -------------- | -------------- | ------------------ | ---------------- |
| 2012/2014 | Cheryl Bernard | Susan O’Connor | Lori Olson-Johns   | Shannon Aleksic  |
| 2011/2012 | Cheryl Bernard | Susan O’Connor | Lori Olson-Johns   | Jennifer Seidler |
| 2005/2011 | Cheryl Bernard | Susan O’Connor | Carolyn Darbyshire | Cori Bartel      |
| 2004/2005 | Cheryl Bernard | Susan O’Connor | Jody McNabb        | Karen Ruus       |
| 2002/2004 | Cheryl Bernard | Susan O’Connor | Joanne Sipka       | Karen Ruus       |
| 2001/2002 | Cheryl Bernard | Susan O’Connor | Barb Davies        | Karen Ruus       |
| 1998/2001 | Cheryl Bernard | Karen Ruus     | Barb Davies        | Crystal Rumberg  |
| 1995/1998 | Cheryl Bernard | Karen Ruus     | Barb Davies        | Judy Pendergast  |

## CTRS
Pozycje drużyn Cheryl Bernard w rankingu CTRS:
- 2013–2014 – 11[14].
- 2012−2013 – 10.
- 2011–2012 – 8.
- 2010–2011 – 8.
- 2009–2010 – 2.
- 2008–2009 – 4.
- 2007–2008 – 6.
- 2006–2007 – 4.